# Bahía Negra
Bahía Negra, o bien Puerto Bahía Negra o con su antiguo nombre en desuso Puerto Pacheco, es un municipio del departamento de Alto Paraguay, en el norte de la República del Paraguay, sobre la orilla derecha del río homónimo. La población es de 2768 personas, según los datos del censo paraguayo de 2022.

## Geografía
La Bahía Negra se ubica en el extremo noreste del departamento de Alto Paraguay a unos 137 km al norte de Fuerte Olimpo que es la capital departamental. Bahía Negra se ubica hacia las coordenadas 20°15′00″S 58°12′00″O / -20.25000, -58.20000 y a una altitud de 75 m s. n. m. Como su nombre lo indica, el accidente geográfico es una «bahía» o, mejor dicho, amplio recodo que forma el río Paraguay adentrándose hacia el oeste, es decir en el Chaco Boreal, las márgenes chaqueñas poseen barrancas relativamente elevadas en donde se han podido establecer caseríos estables, por contrapartida, las márgenes orientales (actualmente brasileñas) son bajas y en gran medida están cubiertas por los esteros que son prolongación meridional del Gran Pantanal.
Este punto está a pocos kilómetros al sudoeste del actual límite trifinio entre Bolivia, Brasil y Paraguay, al norte de la Bahía Negra y formando parte del límite con Bolivia corre divagantemente entre los bañados de Otuquis el río homónimo que luego pasaría a llamarse como río Bambural (por Bolivia) o Negro (por Paraguay), en el norte del Chaco Boreal.

### Distancias a ciudades importantes

#### Por carretera
- Carmelo Peralta 256 km
- Filadelfia 412 km
- Concepción 721 km
- Pozo Hondo 725 km
- Asunción 844 km
- Porto Murtinho 272 km
- Jardim 476 km
- Campo Grande 711 km
- Salvador Mazza 890 km
- San Salvador de Jujuy 1234 km
- Salta 1280 km
- Villa Montes 859 km
- Tarija 1071 km
- Santa Cruz de la Sierra 1310 km

#### Por agua
- Fuerte Olimpo 158 km
- Carmelo Peralta 247 km
- Puerto Busch 34 km
- Coímbra 70 km
- Corumbá 269 km

## Clima
El clima de Bahía Negra puede ser clasificado como clima tropical de sabana (Aw), de acuerdo con la clasificación climática de Köppen.

## Historia
Los pueblos indígenas que poblaban la zona a la llegada de los españoles en el siglo XVI eran ya los iśir (vulgarmente llamados «zamucos» o «chamacocos»), algunas parcialidades guaraníes o guaranizadas como la de los itatines y luego los pámpidos conocidos con el nombre de caduveo.

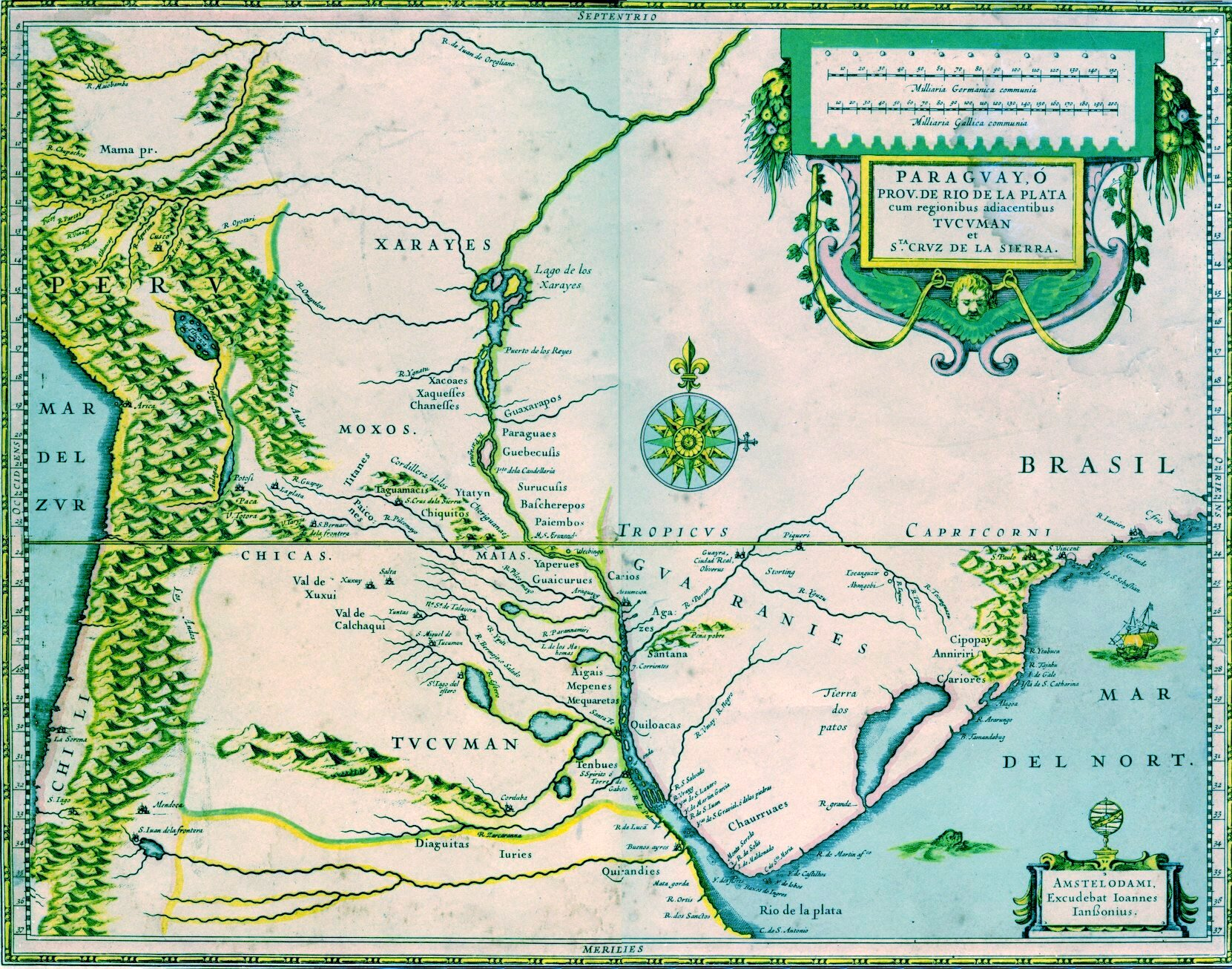
Virreinato del Perú, en un mapa de 1600, con las gobernaciones del Tucumán y del Río de la Plata y Paraguay con la ubicación del «Puerto de La Candelaria» al sur del río Nabileque frente al futuro Fuerte Olimpo, y del «Puerto de los Reyes», al sur de la actual laguna La Gaiba.

Los primeros españoles en llegar a estos territorios fueron los de las expediciones dirigidas por los capitanes Juan de Ayolas y su lugarteniente Domingo Martínez de Irala, en donde fundaron el 2 de febrero de 1537 el fuerte de La Candelaria, en la zona meridional de la gran «Laguna de Jarayes» —en un mapa del año 1600 lo ubica frente al futuro Fuerte Olimpo, al sur de la desembocadura del río brasileño Nabileque que se vuelve a unir al río Paraguay formando una isla pero también podría haber estado entre las latitudes 21° S y 19° S, siendo una posible ubicación en el punto medio, en los alrededores de la Bahía Negra— pero sería despoblado en agosto del mismo año, luego en 1542, Irala volvió a pasar por la zona, quien más al norte y en la zona septentrional de la misma gran laguna —actual La Gaiba— fundaría el 6 de enero de 1543 la ciudad llamada «Puerto de los Reyes» pero también sería abandonada el 23 de marzo de 1544 por orden del entonces adelantado Álvar Núñez Cabeza de Vaca, y que en sus cercanías en septiembre de 1568 fuera muerto el fundador de Santa Cruz de la Sierra: Ñuflo de Chaves.
El siglo XVII sería el inicio de las incursiones bandeirantes desde el Brasil, lo que provocó que los hispanos de la gobernación paraguaya abandonasen la ciudad de Santiago de Jerez en 1640 y las misiones jesuíticas de la región del Itatín en 1659, por lo cual las últimas dos sobrevivientes se instalaron en el Chaco Boreal: San Ignacio de Caaguazú III o Itaty —a unos 8 km noroeste de la actual Bahía Negra— y Nuestra Señora de Fe III —a unos 12 km del presente Puerto Esperanza y a 20 km sudoeste de Bahía Negra— ambas destruidas por los guaycurúes en 1674 y que posteriormente también destruyeran la reducción franciscana de San Ignacio de Zamucos (1724-1745) —a unos 10 km al norte del moderno Fortín Ravelo boliviano de 1931, en el presente Chaco boliviano y alrededor de 20 km de la frontera con Paraguay— por lo cual, hacia 1761 se erigieron diecisiete fortines en la orilla occidental y dos en la oriental del río Paraguay, aunque estos dos últimos no duraran mucho tiempo, todos en torno a la Bahía Negra, a los que se sumaron luego, la reducción franciscana de Nuestra Señora del Refugio de Egilechigó (1769) o bien luego de su abandono en 1775, el «Fuerte Itapucú» (1776-ca.1789) —estos últimos a 15 km noroeste del futuro Fuerte Olimpo— que se erigió por la fundación luso-brasileña del fuerte de Coímbra en 1775, y que una vez abandonado, vigilaría la frontera paraguaya del hispano Virreinato del Río de la Plata, el Fuerte Borbón fundado en 1792. De los fortines antes citados en 1806 solo quedaban trece: Angostura, Boquerón, Herradura, Ibioca, Lambaré, Lobato, Macaimpam, Ñeembucú, Remolinos, San Antonio, San Fernando, Tacuaras y Villeta, que se abandonarían hacia 1811.
Tras la proclamación de la independencia del Paraguay este nuevo estado reclamó la jurisdicción sobre el Chaco Boreal hasta los límites precedentes del Virreinato del Río de la Plata con el Brasil, esto es: hasta el río Jaurú, sin embargo la presión militar brasileña hizo que el límite efectivo paraguayo hacia 1864 se encontrara en el río Negro o Bambural del Chaco Boreal septentrional.
La conclusión de la Guerra de la Triple Alianza puso en peligro tal límite ya que Brasil ocupó las riberas del Paraguay y llegó a exigir en el lado chaqueño como límite sur, al paralelo 20º S. Mediante el tratado «Muñoz-López Netto» con Bolivia del 27 de marzo de 1867, esta renunciaba en su litigio sobre el territorio ubicado entre el río Verde y la Bahía Negra.
Gregorio Pacheco quien fuera el presidente de la República de Bolivia, con el fin de incorporar los territorios alejados e inclusive aquellos litigados con la vecina República del Paraguay, fundó el 16 de julio de 1885 el entonces Puerto Pacheco, situado en la margen derecha de río Paraguay. En el año 1888, las fuerzas paraguayas lograban ocupar dicho puerto.
El presidente paraguayo Patricio Escobar apoyado diplomáticamente por la Argentina, defendió la soberanía paraguaya en la zona pero sería devuelto a Bolivia en 1894. Sin embargo tras la Guerra del Acre y el subsiguiente Tratado de Petrópolis de 1903 entre Bolivia y Brasil, como «compensación» por los territorios que Brasil obtuvo de Bolivia y Perú, el Estado brasileño «reconoció» la «plena soberanía boliviana» sobre el Chaco Boreal, aunque Brasil no poseyera ningún derecho al sur de la latitud 19° S, haciendo omisión de las protestas del entonces presidente paraguayo Juan Antonio Escurra, efectuadas entre 1902 y 1904.
En el año 1907 el puerto fue anexado por fuerzas paraguayas y recuperado por el ejército boliviano en 1915, esto sería uno de los detonantes para la muy cruenta Guerra del Chaco en la cual se vieron envueltas ambas repúblicas litigantes, desde el 9 de septiembre de 1932 hasta el 12 de junio de 1935. La conclusión de esa guerra significó el definitivo reconocimiento de la soberanía paraguaya en la ya renombrada Bahía Negra.
El 25 de abril del 2005 se aprueba mediante la Ley 2.563/05 la creación del municipio de Bahía Negra pasando de este modo a constituir el municipio número 233 del Paraguay.

## Economía
Existe un puerto fluvial, almacenes para el acopio de productos regionales algunos establecimientos para la industrialización básica de las producciones regionales (maderas, soja, cueros), una modesta pesca y una importante actividad de ganadería vacuna. Aunque existe un cierto potencial turístico (sobre la frontera con Bolivia existe el parque nacional Río Negro en donde pueden encontrarse yaguaretés, yacarés, carpinchos, pecaríes, mbeorís, monos carayá, aguará guazús, guazú pucús, pumas y nutrias gigantes.